# Rhagodoca
Rhagodoca es un género de arácnido  del orden Solifugae de la familia Rhagodidae.

## Especies
Las especies de este género son:
- Rhagodoca baringona Roewer, 1933
- Rhagodoca bettoni Roewer, 1933
- Rhagodoca immaculata Roewer, 1933
- Rhagodoca longispina Roewer, 1933
- Rhagodoca lowei Roewer, 1933
- Rhagodoca macrocephala Roewer, 1933
- Rhagodoca magna Roewer, 1941
- Rhagodoca ornata (Pocock, 1895)
  - Rhagodoca ornata ornata'
  - Rhagodoca ornata tenebrosa'
- Rhagodoca paecila Caporiacco, 1941
- Rhagodoca phillipsii (Pocock, 1896)
- Rhagodoca picta Roewer, 1933
- Rhagodoca pusilla Caporiacco, 1944
- Rhagodoca smithii (Pocock, 1897)
- Rhagodoca somalica Roewer, 1933
- Rhagodoca termes (Karsch, 1885)
- Rhagodoca ugandana Roewer, 1933
- Rhagodoca zavattarii Caporiacco 1941